# Yoo Nam-kyu
Yoo Nam-kyu (4 giugno 1968) è un ex tennistavolista sudcoreano, campione olimpico alle Olimpiadi di Seoul nel 1988.